# Isaac van Ostade

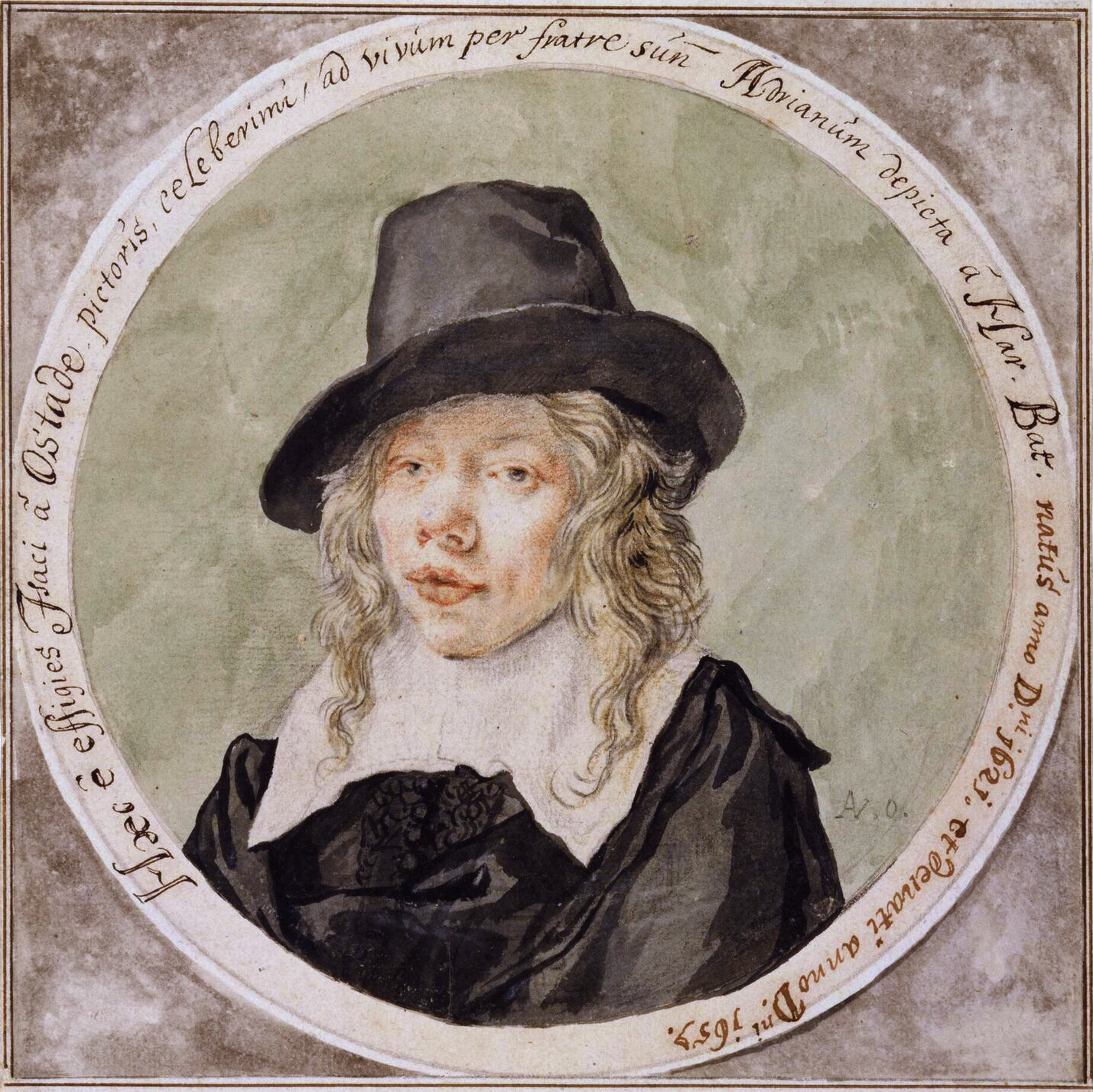
Isaac van Ostade (Cornelis Dusart)

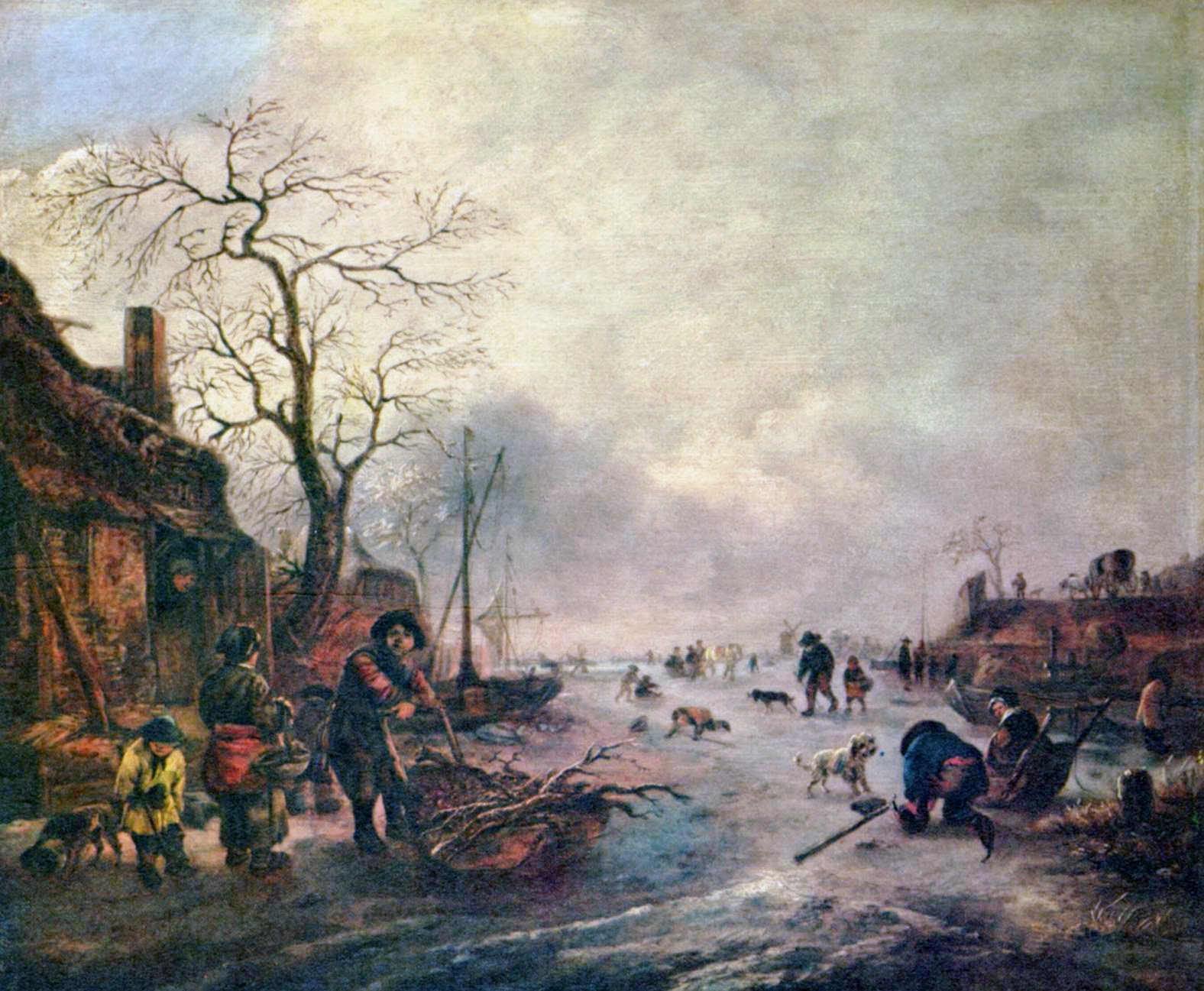
Belustigung auf dem Eise (um 1640 – 45)

Isaac van Ostade (* 1621 in Haarlem; † Oktober 1649) war ein niederländischer Maler.

## Leben
Isaac van Ostade war Bruder und Schüler von Adriaen van Ostade, unter dessen Einfluss seine ersten Arbeiten auch stehen. Er hat trotz seiner kurzen Lebenszeit etwa 100 Gemälde hinterlassen, welche ähnliche Motive behandeln wie die seines Bruders, mit denen sie oft verwechselt werden. Sie zeigen Schlachten und ländliche Szenen. Nach 1640 zeigen seine Bilder das bäuerliche Leben auf den Straßen und Wirtshausszenen. Die Figuren treten jetzt immer mehr in den Mittelpunkt seiner Gemälde.
Die Mehrzahl der Bilder befindet sich in englischem Privatbesitz. Das Berliner Museum besitzt die Arbeiten Halt vor der Dorfschenke, eine holländische Bauernstube und das Brustbild eines Bauern, das Musée du Louvre zu Paris einen Halt vor einem Wirtshaus und zwei holländische Kanalansichten zur Winterszeit und die Münchener Pinakothek sechs Bilder, darunter zwei Winterlandschaften mit Schlittschuhläufern und eine Dorfkirmes.

## Galerie

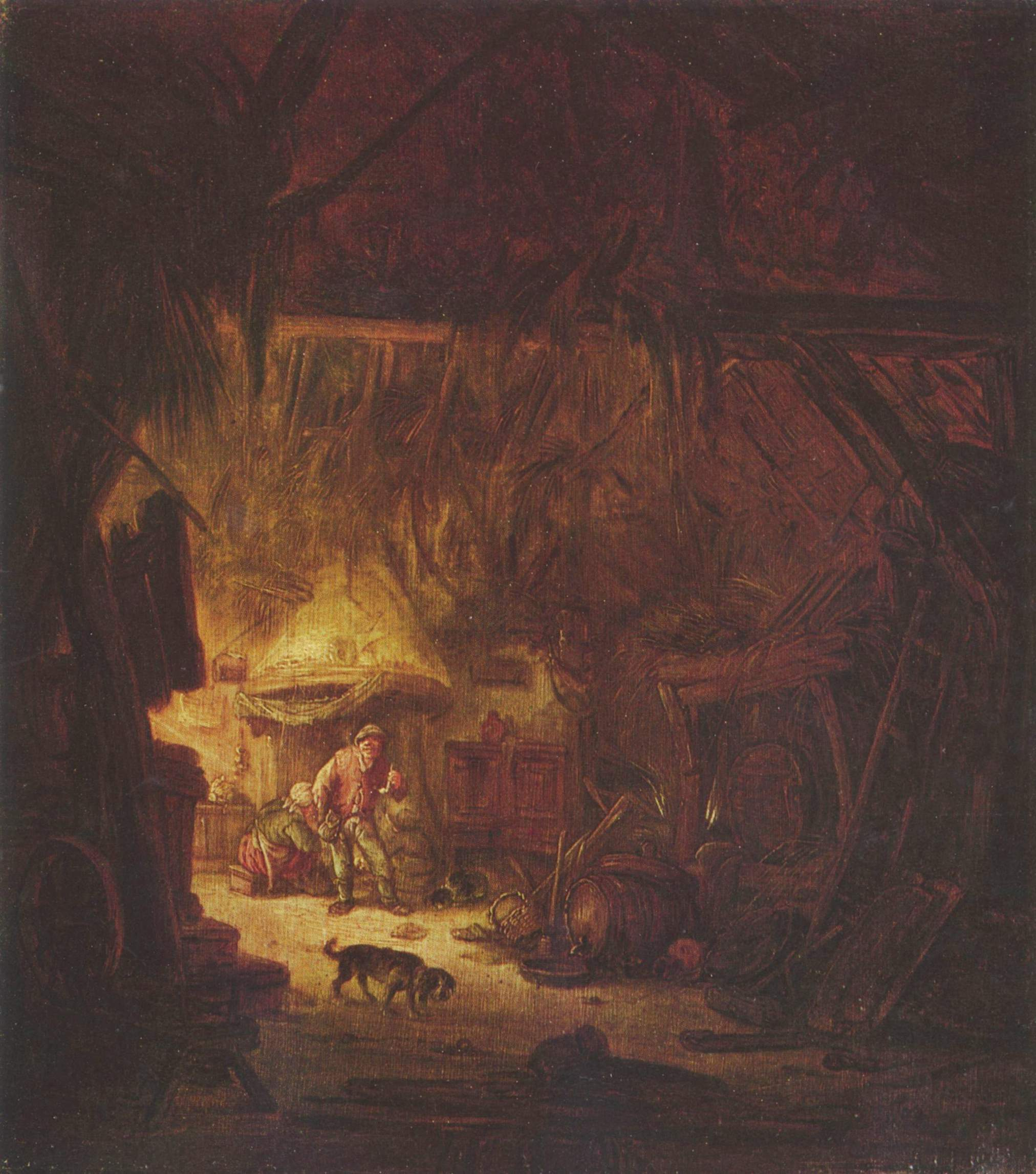
Inneres eines Bauernhauses (1640)
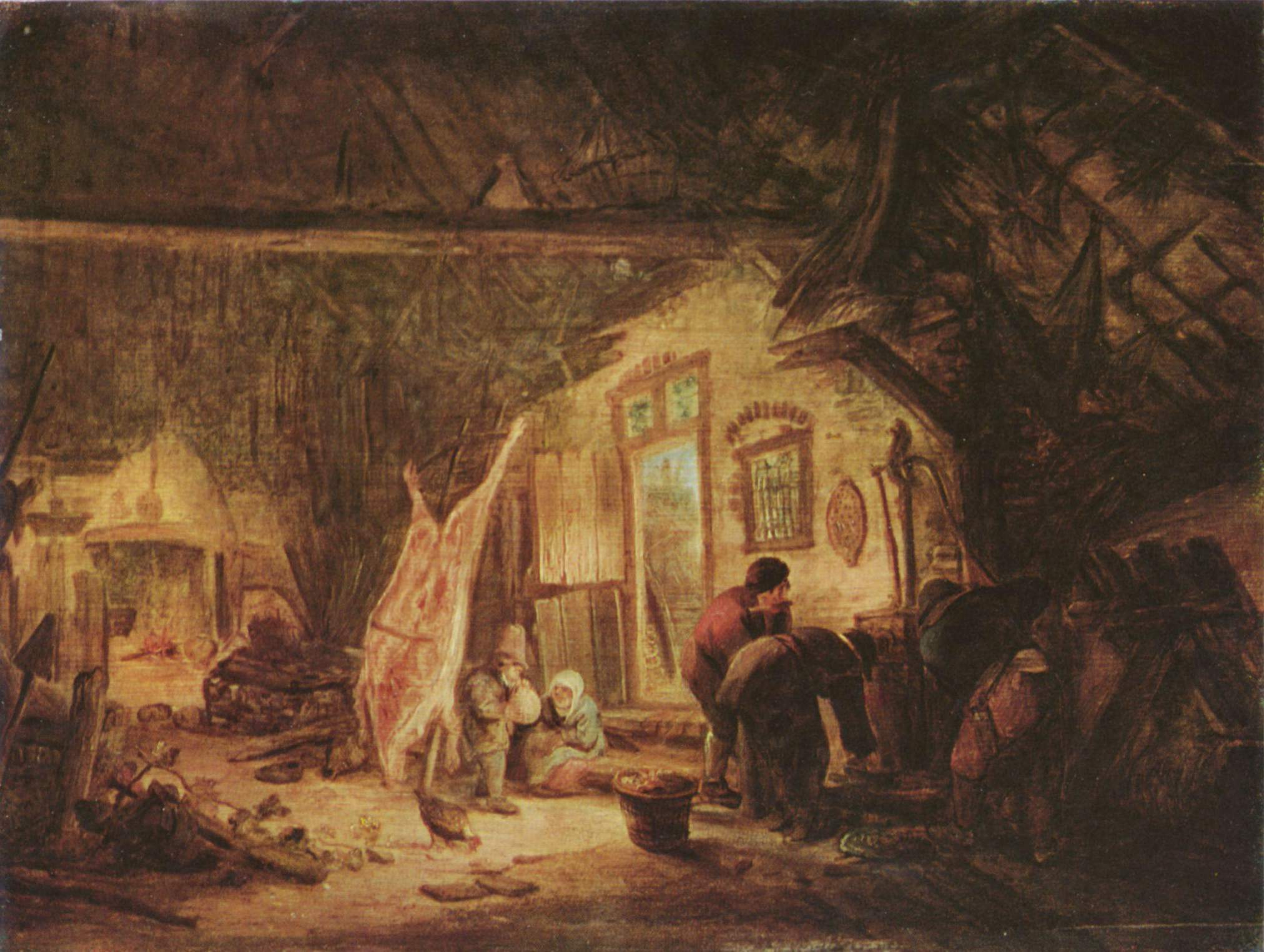
Schweineschlachten (1642)
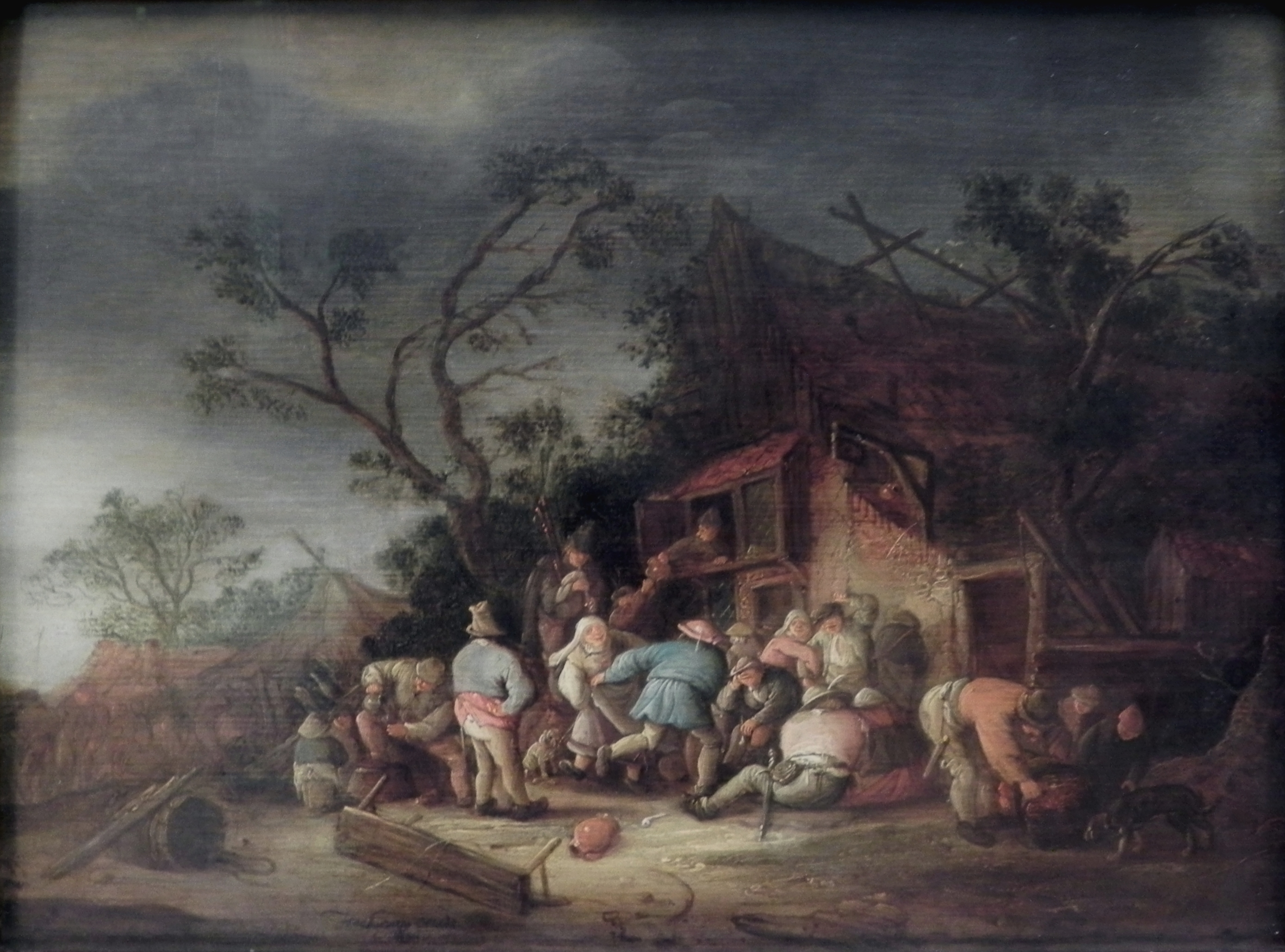
Wirtshausszene (1644)
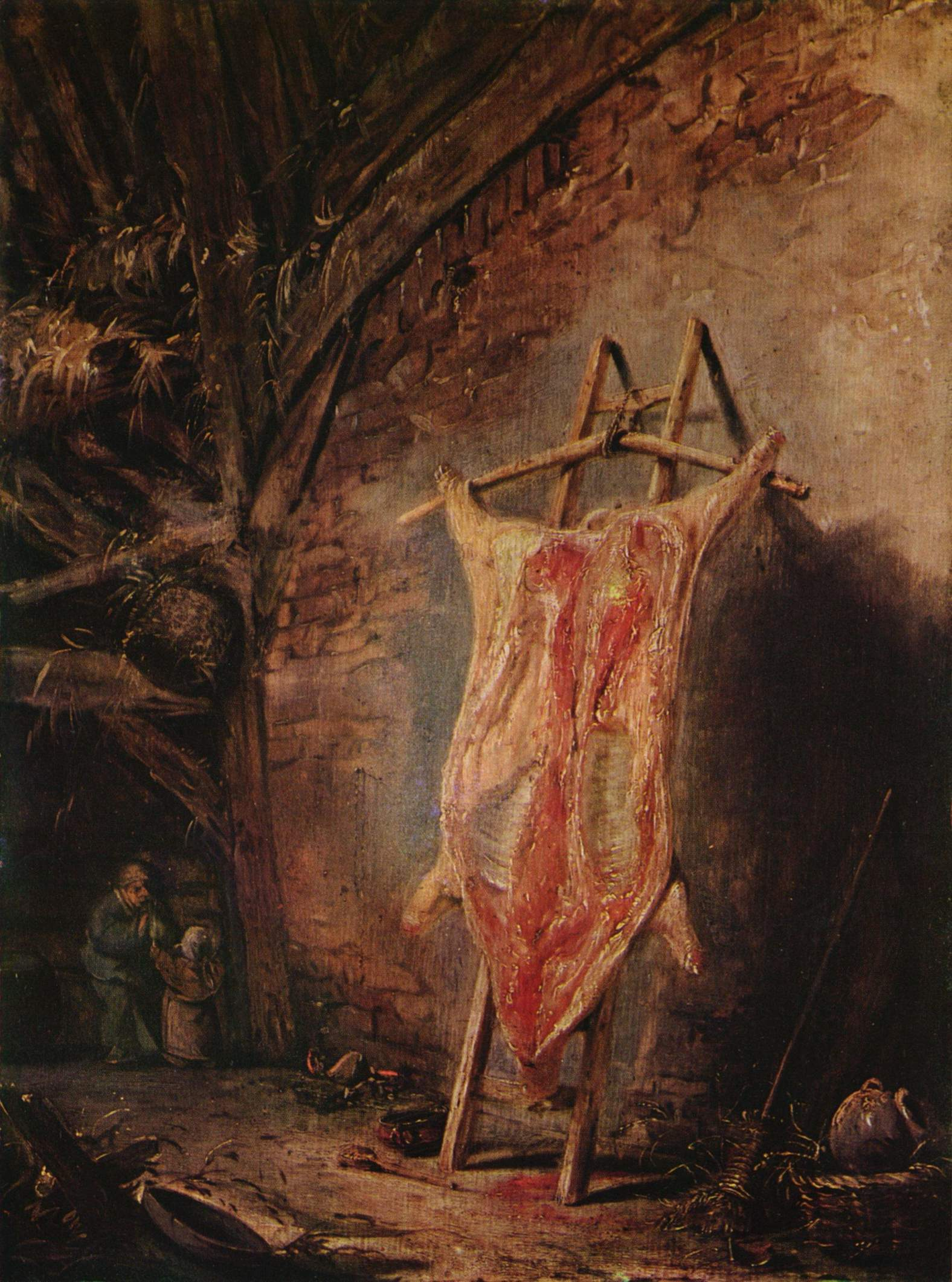
Das gespaltete Schwein (um 1640 – 45)
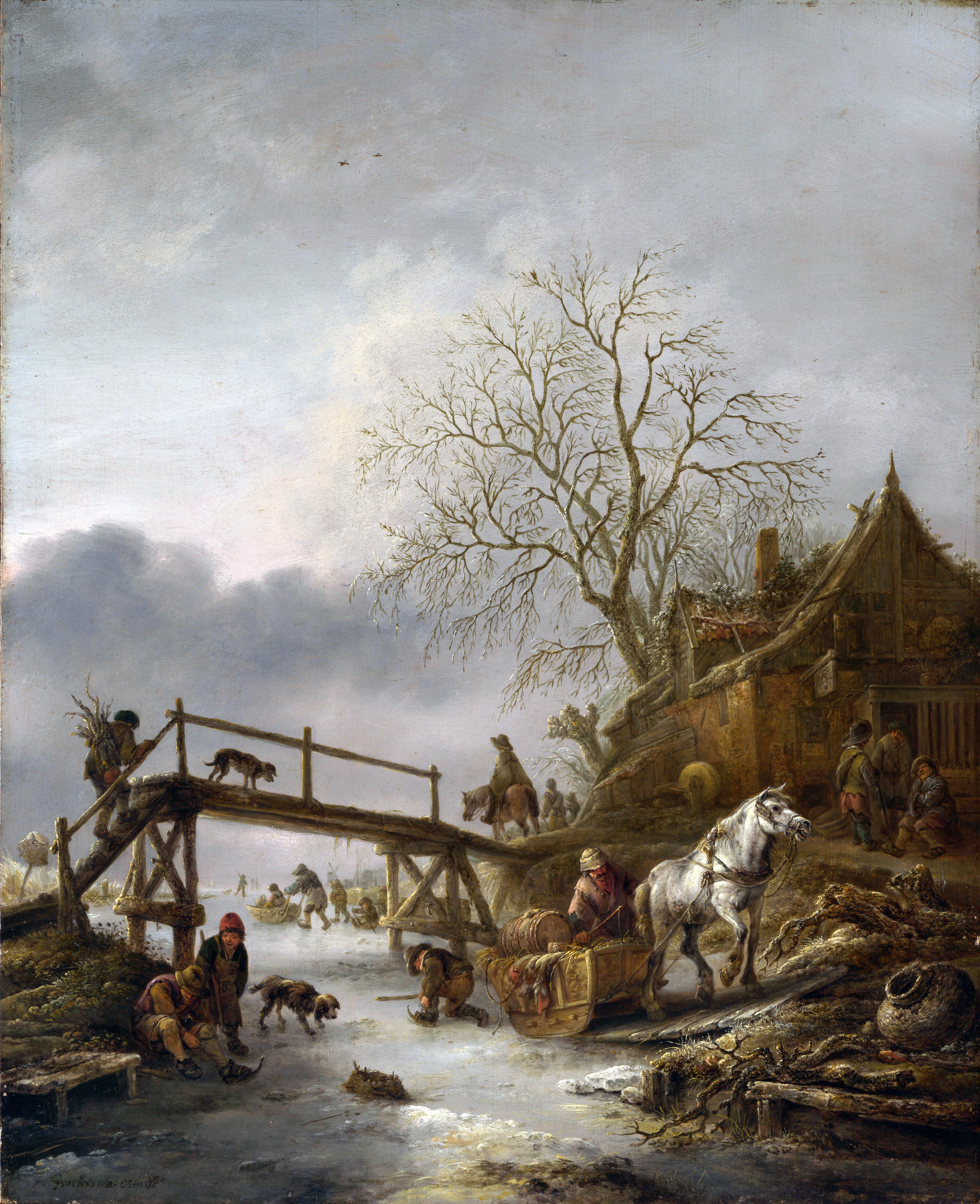
Gasthof an einem zugefrorenen Fluss (um 1640 – 45)

## Weitere Werke
- Bauer mit Schlapphut, Holz, 45 × 38 cm. Berlin, Gemäldegalerie, Staatliche Museen.
- Das geschlachtete Schwein, 1639, Holz, 44 × 67 cm. München, Alte Pinakothek.
- Ein Dorfgasthof, 1643, Holz, 52 × 69 cm. Amsterdam, Rijksmuseum.
- Garnwinderin und Knabe vor einem Bauernhaus, Holz, 45 × 37 cm. Brüssel, Musées Royaux des Beaux-Arts.
- Gasthof an einem zugefrorenen Fluss, Holz, 49 × 40 cm. London, National Gallery.
- Halt vor dem Gasthaus, 1640, Leinwand, 107 × 151 cm. Rotterdam, Museum Boijmans Van Beuningen